# Idioma djadjawurrung
Djadjawurrung (también Jaara, Ngurai-illam-wurrung) es un idioma australiano aborigen hablado por el pueblo Dja Dja Wurrung de la Kulin nación del centro de Victoria. Djadjawurrung fue hablado por 16 clanes alrededor de Murchison, la región central de las tierras altas, al este de Woodend, al oeste de los Pirineos, al norte de Boort y al sur de la Gran Cordillera Divisoria.

## Fonología

### Consonantes
|             | Labial | Alveolar | Retrofleja | Palatal      | Velar  |
| ----------- | ------ | -------- | ---------- | ------------ | ------ |
| Oclusiva    | ⟨p⟩ p  | ⟨t⟩ t    | ⟨rt⟩ ʈ     | ⟨tj⟩, ⟨yt⟩ c | ⟨k⟩ k  |
| Nasal       | ⟨m⟩ m  | ⟨n⟩ n    | ⟨rn⟩ ɳ     | ⟨ny⟩, ⟨yn⟩ ɲ | ⟨ng⟩ ŋ |
| Lateral     |        | ⟨l⟩ l    | ⟨rl⟩ ɭ     | ⟨ly⟩, ⟨yl⟩ ʎ |        |
| Rótica      |        | ⟨rr⟩ r   | ⟨r⟩ ɽ      |              |        |
| Aproximante | ⟨w⟩ w  |          |            | ⟨y⟩ j        |        |

### Vocales
Hay cuatro vocales anotadas: /i e a u/. También pueden escribirse fonéticamente como /i ɛ~e a ʊ~u/.